# Warcraft: Orcs & Humans
Warcraft: Orcs & Humans, ook bekend als Warcraft I, is een real-time strategy computerspel uitgebracht door Blizzard Entertainment in 1994. Het is het eerste deel in de Warcraftserie. Het spel werkte oorspronkelijk alleen onder DOS, maar al snel kwam er ook een versie voor Windows.

## Het verhaal
Het koninkrijk Azeroth kent jarenlang vrede. Met een sterk en goed getraind leger lijkt het erop dat dit zo zal blijven. Dit verandert wanneer de magiër Medivh onder invloed raakt van de titaan Sargeras, en de bloeddorstige orks helpt om Azeroth binnen te dringen. De legers van Azeroth zijn verrast door de plotselinge inval en lijden verlies, waarop de orks grote delen van Azeroth innemen. De mensen verzamelen hun legers voor een tegenaanval waarmee de strijd om Azeroth begint.

## Het spel
Warcraft kent twee strijdende partijen waaruit een speler kan kiezen: de orks (Orcs) en de mensen (Humans). De mensen hebben als doel het afslaan van aanvallen door de orks en hen te verdrijven uit Azeroth; de orks hebben als doel het veroveren van Azeroth. Beide zijden zijn even sterk en hebben ongeveer gelijkwaardige eenheden (units) zoals gebouwen. De spreuken van de magische eenheden verschillen echter. Voor beide partijen zijn er op enkele levels speciale opdrachten zoals het vernietigen van een bepaald doel. Neutrale eenheden komen op bijna elk speelniveau (level) voor. 
Warcraft: Orcs & Humans is een klassieker die de basis vormt voor de Warcraft-serie. Hierin zijn er alleen landeenheden en de orks en de mensen zijn de enige twee rassen in dit spel. De opvolgende edities in de serie zijn uitbreidingen hierop, die tevens gedetailleerder zijn vormgegeven.

## Mensen

### Gebouwen
- Town Hall: Dit stadhuis is het belangrijkste gebouw van de mensen. Boeren (Peasants) kunnen erin worden getraind en de speler wordt ermee in staat gesteld om wegen aan te leggen en (in latere missies) muren te bouwen rond zijn kamp.
- Farm: Boerderijen zijn nodig om het leger van voedsel te voorzien. Bij te weinig kan men geen nieuwe eenheden meer trainen. Elke boerderij voedt drie eenheden.
- Barracks: Barakken zijn nodig voor het trainen van de meeste eenheden. In combinatie met andere gebouwen kan de speler meer eenheden trainen.
- Lumber mill : Een houtzagerij vergroot de houtproductie en is nodig om boogschutters (Archers) te kunnen trainen. Ook kan de houtzagerij de kracht van de boogschutters met 2 levels opwaarderen.
- Blacksmith: Met een smederij kan de kracht van een lijfknecht (Footman) en ridders met 2 levels worden opgewaarderd en de schilden van alle eenheden met 2 levels worden verhoogd.
- Stables: Stallen zijn nodig om ridders te kunnen trainen. Stables kunnen ook de snelheid van de ridders met 2 levels upgraden.
- Church: De kerk is nodig om geestelijken (Clerics) te trainen en nieuwe spreuken te leren.
- Tower: In een toren worden tovenaars (Conjurers) getraind en leren ze nieuwe spreuken.

### Normale eenheden
- Peasant: Boeren vormen de ruggengraat van het leger. Ze kunnen gebouwen neerzetten, houthakken en goud delven.
- Footman: Lijfknechten zijn de primaire soldaten van de mensen. Ze zijn snel te trainen.
- Archer: Boogschutters zijn sneller dan lijfknechten (Footman) en kunnen vanaf een afstand aanvallen met hun pijl-en-boog.
- Catapult: Katapulten behoren tot de zwaardere aanvalswapens. Deze kunnen doelen van veraf raken, maar zijn niet snel.
- Knight: Ridders zijn de sterkere vechters van het mensenleger. Ze rijden op paarden en zijn daardoor sneller dan de meeste andere eenheden.
- Cleric: De geestelijken van Azeroth. Ze beschikken over magie en kunnen verschillende spreuken gebruiken om het leger te helpen. Ze zijn alleen niet goed in vechten. Het aantal spreuken dat ze kunnen gebruiken hangt af van de hoeveelheid mana (magische energie) die ze hebben.
- Conjurer: Tovenaars vormen de tweede magische eenheid van het leger. Ze beschikken over sterkere spreuken dan de geestelijken en zijn in staat om tijdelijk speciale eenheden op te roepen voor het leger. Ook hun spreuken zijn gebonden aan de hoeveelheid mana die ze hebben.

### Speciale eenheden
- Scorpion: De schorpioen-eenheden kunnen alleen worden opgeroepen door een tovenaar (Conjurer). Ze zijn niet erg sterk, maar in grote aantallen kunnen ze goed van pas komen. Ze bestaan slechts tijdelijk: als hun mana op is verdwijnen ze weer.
- Water Elemental: de sterkste eenheid van de mensen. Water Elementals kunnen ook alleen door tovenaars worden opgeroepen, en net als een schorpioenen-eenheid (Scorpion) bestaan ze slechts tijdelijk. Water elementals zijn vier keer sterker dan een Grunt, maar het oproepen ervan kost een volledige balk mana.
- Anduin Lothar: Leider van de mensen. Lothar komt in een aantal levels voor. Hij is een van de weinige speciale eenheden die ook voorkomt in Warcraft II.
- Medhiv: een speciale tovenaar en vijand van de mensen. In een level is de opdracht hem te doden wegens verraad.

### Spreuken

#### Geestelijke
- Holy Lance: 'Heilige lans' geeft een aanval van de geestelijken (Clerics). Een geestelijke met een volle mana-balk kan deze spreuk 67 keer gebruiken.
- Healing: 'Genezing' herstelt de gezondheid van een of meer eenheden, ook machine units zoals katapulten. De hoeveelheid mana bepaalt in hoeverre een geestelijke de gezondheid van een eenheid kan herstellen.
- Far Seeing: 'Verre blik' laat de speler tijdelijk een kijkje nemen op een nog onbekende plek
- Invisibility: 'Onzichtbaarheid' maakt een eenheid tijdelijk onzichtbaar voor de vijand. Dit werkt totdat de eenheid iets aanvalt.

#### Tovenaar
- Elemental blast: 'Elementaire knal' geeft een aanval van de tovenaars (Conjurers).
- Minor Summoning: 'Kleine oproep' roept een of meer schorpioenen (Scorpions) op.
- Rain of Fire: 'Vuurregen' creëert een regen van vuurballen die alles vernietigt wat het aanraakt, inclusief eigen eenheden. Dit gaat door tot de tovenaar geen mana meer heeft.
- Major Summoning: 'Grote oproep' roept een Water Elemental op.

## Orks

### Gebouwen
De gebouwen van de orks zijn grotendeels hetzelfde als die van de mensen:
- stadhuis (Town Hall)
- boerderij (Farm)
- barakken (Barracks)
- houtzagerij (Lumber Mill)
- smederij (Blacksmith)

Andere gebouwen zijn:
- hok (Kennel): In een hok worden plunderaars (Raiders) getraind waarmee hun snelheid met 2 levels kan worden opgewaarderd.
- tempel (Temple): In een tempel worden Necrolyte getraind, waar ze nieuwe spreuken leren.
- tovenaarstoren (Warlock Tower): In een tovenaarstoren worden tovenaars getraind waar ze nieuwe spreuken leren.

### Normale eenheden
- Peon: De arbeiders van het ork-leger. Zij hebben dezelfde functie als de boer (Peasant).
- Grunt: Voetvolk. Zij fungeren als primaire soldaten zonder specifieke vaardigheden in het ork-leger.
- Spearman: Orks bewapend met speren. Ze zijn sneller dan het voetvolk (Grunts) en kunnen vanaf een afstand aanvallen. Om ze te trainen en te upgraden heeft de speler een houtzagerij (Lumber Mill) nodig.
- Catapult: Een katapult, gelijk aan die van de mensen.
- Raider: Plunderaars zijn orks rijdend op grote wolven. Ze zijn net zo dodelijk als ridders (Knights).
- Necrolyte: De tovenaars van de orks. Ze kunnen bijvoorbeeld met een spreuk dode eenheden (units) een tweede leven geven als levend skelet (Skeleton). In vechten zijn ze niet zo sterk.
- Warlock: Sterke tovenaars van de orks. Zij kunnen net als tovenaars (Conjurers) speciale eenheden oproepen en beschikken over sterkere spreuken dan Necrolyte.

### Speciale eenheden
- The Dead: De doden zijn wandelende skeletten die ontstaan zijn uit de resten van pas gedode eenheden. Ze worden gecreëerd door de Necrolyte. Ze bestaan slechts tijdelijk, en vormen een waardevolle aanvulling voor het leger.
- Spider: Grote spinnen kunnen worden opgeroepen door tovenaars (Warlocks) en hebben dezelfde functies als de schorpioenen (Scorpions) van de mensen.
- Daemon: Demonen zijn gevleugelde monsters met een zwaard. Zij zijn de sterkste eenheden die een tovenaar (Warlock) kan oproepen. Ze bestaan slechts tijdelijk en het oproepen ervan kost veel mana.
- Griselda: Griselda is een speciale vrouwelijke Grunt die in een paar levels meedoet. Ze sterft tezamen met haar oger-minnaar wanneer zij haar vader niet meer gehoorzaamt.
- Garona: Garona is een vrouwelijke half-ork die als spion dient voor de orks.

### Spreuken

#### Necrolyte
- Shadow Spear: 'Schaduwspeer' geeft een aanval van de Necrolyte.
- Raise death: 'Herrijs de doden' verandert dode eenheden in ondode krijgers voor het leger. Dit kan drie keer worden gedaan bij een volle mana-balk.
- Dark Vision: 'Duister visioen' is hetzelfde als de verre blik (Far Seeing) van de geestelijken (Clerics).
- Unholy Armor: 'Goddeloos pantser' maakt een eenheid tijdelijk onkwetsbaar, maar neemt de helft van zijn gezondheid weg.

#### Tovenaars
- Fireball: 'Vuurbal' geeft een primaire aanval van een tovenaar (Warlock)
- Minor Summoning: 'Kleine oproep' roept een of meer spinnen-eenheden (Spider) op voor het leger
- Poison Cloud: 'Gifwolk' is gelijk aan de vuurregen (Rain of Fire) van de geestelijken.
- Summon Daemon: 'Demon-oproep' roept een demon (Daemon) op voor het leger.

## Neutrale eenheden
In de levels van Warcraft I lopen ook een aantal eenheden rond die bij niemand horen en iedereen aanvallen die in hun buurt komt.
- Ogre: Ogers zijn monsters die met de orks meekwamen door de donkere poort (Dark Portal), maar ze vallen net zo graag orks aan als mensen.
- Fire elemental: Elementair vuur zijn monsters gelijk aan elementair water (Water Elemental)
- Brigand: Boeven die men overal in Azeroth tegenkomt.